# Ирга круглолистная
Ирга́ круглоли́стная, или Ирга обыкновенная, или Ирга овальнолистная (лат. Amelánchier ovális) — вид рода Ирга подсемейства Яблоневые (Maloideae) семейства Розовые (Rosaceae).

## Ботаническое описание

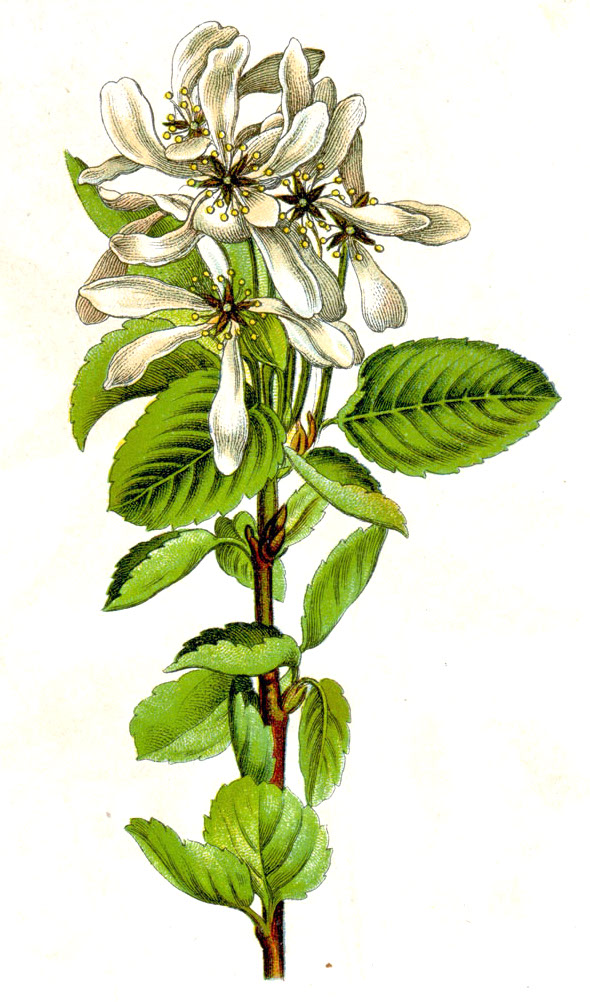

Листопадный кустарник или небольшое дерево 1—4 м высотой с хорошо развитой корневой системой. Корневая система залегает на глубине 30—40 см.
Корни кустарника глубоко пробиваются в трещины скал.
Кора от оливковой до коричневой. Форма куста стройная, молодые ветви покрыты беловатой слегка опушённой корой, старые — тёмно-коричневой корой. Зимние почки — яйцевидные, часто волосистые, имеют длину 5—7 мм.
Листья яйцевидные, с черешками 8—15 мм длиной.
Соцветие представляет собой прямую кисть и состоит из белоснежных цветков (от трёх до десяти штук в соцветии), которые распускаются в конце апреля — в мае до появления листьев.
Ирга опыляется насекомыми. В период цветения растение служит источником нектара для нескольких видов бабочек.
Плод — небольшое яблоко чёрно-синего цвета с сизоватым восковым налётом, имеет размер 5—15 мм в диаметре. Созревает в августе — сентябре.

## Распространение и среда обитания

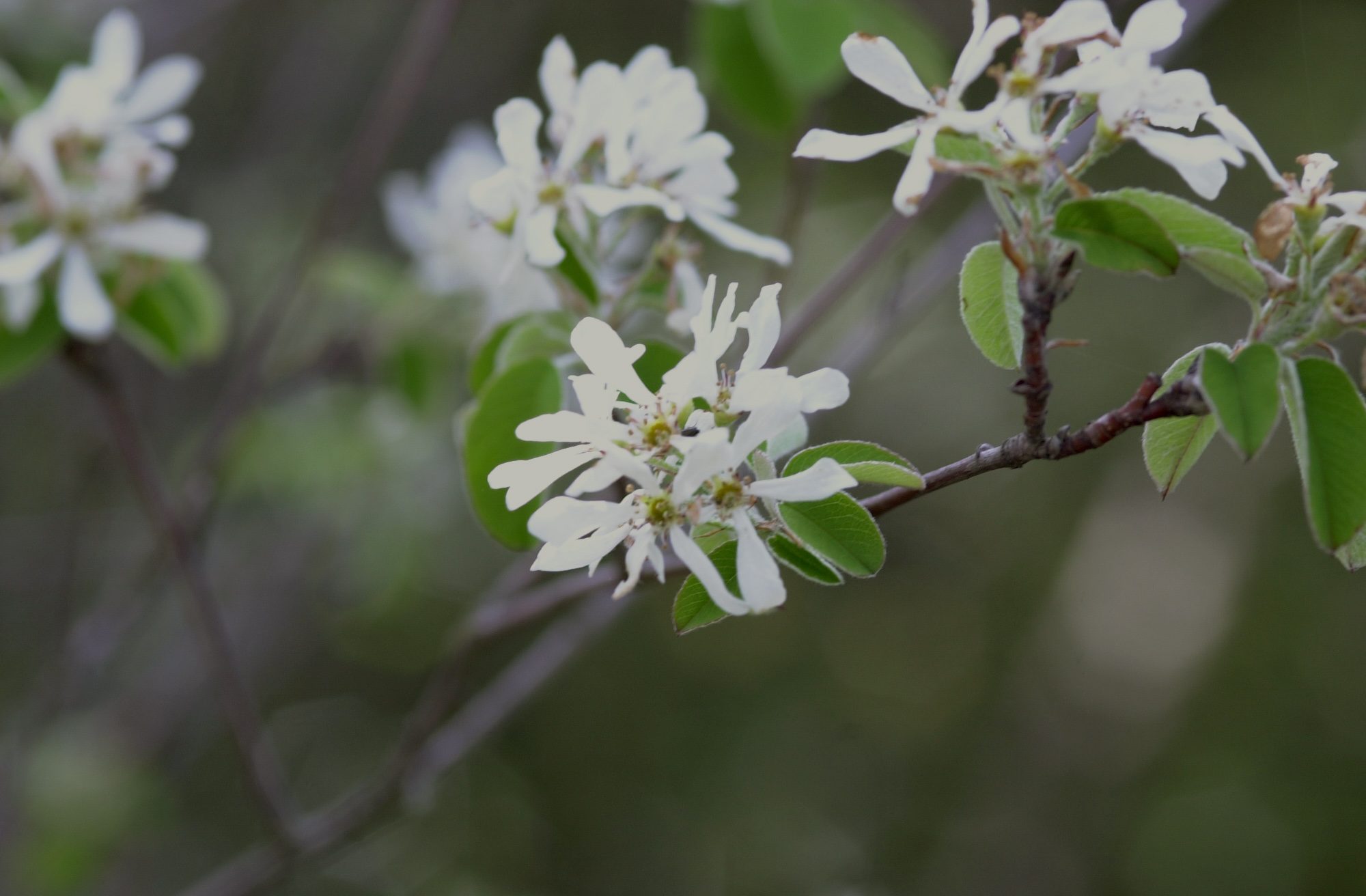
Цветущая ирга круглолистная

Естественная область распространения ирги охватывает горы Центральной, Южной и Восточной Европы. На севере встречается до Бельгии и Центральной Германии. В Южных Альпах этот вид произрастает до высоты 2000 м, в горах Крыма и Кавказа — до высоты 1900 м над уровнем моря. Ирга также встречается в горах Передней Азии и Северной Африки.
На территории России в диком виде ирга произрастает на Кавказе. В садовой культуре, помимо европейской части России, встречается также на Урале и в Сибири.
На каменистых местах, по опушкам и в подлеске светлых лесов, местами образует заросли, так как даёт многочисленные побеги от корневищ. Ирга круглолистная нетребовательна к условиям произрастания, способна переносить морозы до −40… −50 ºС, и во время цветения заморозки до −5… −7 ºС. Она хорошо растёт на почвах различного состава и кислотности, предпочитает солнечное место.
Ирга размножается семенами, зелёными черенками и корневой порослью.
Отличается быстрым ростом, размножается как вегетативно, так и семенами, благодаря чему широко используется в искусственных насаждениях, особенно в южных районах.

## Хозяйственное значение и применение

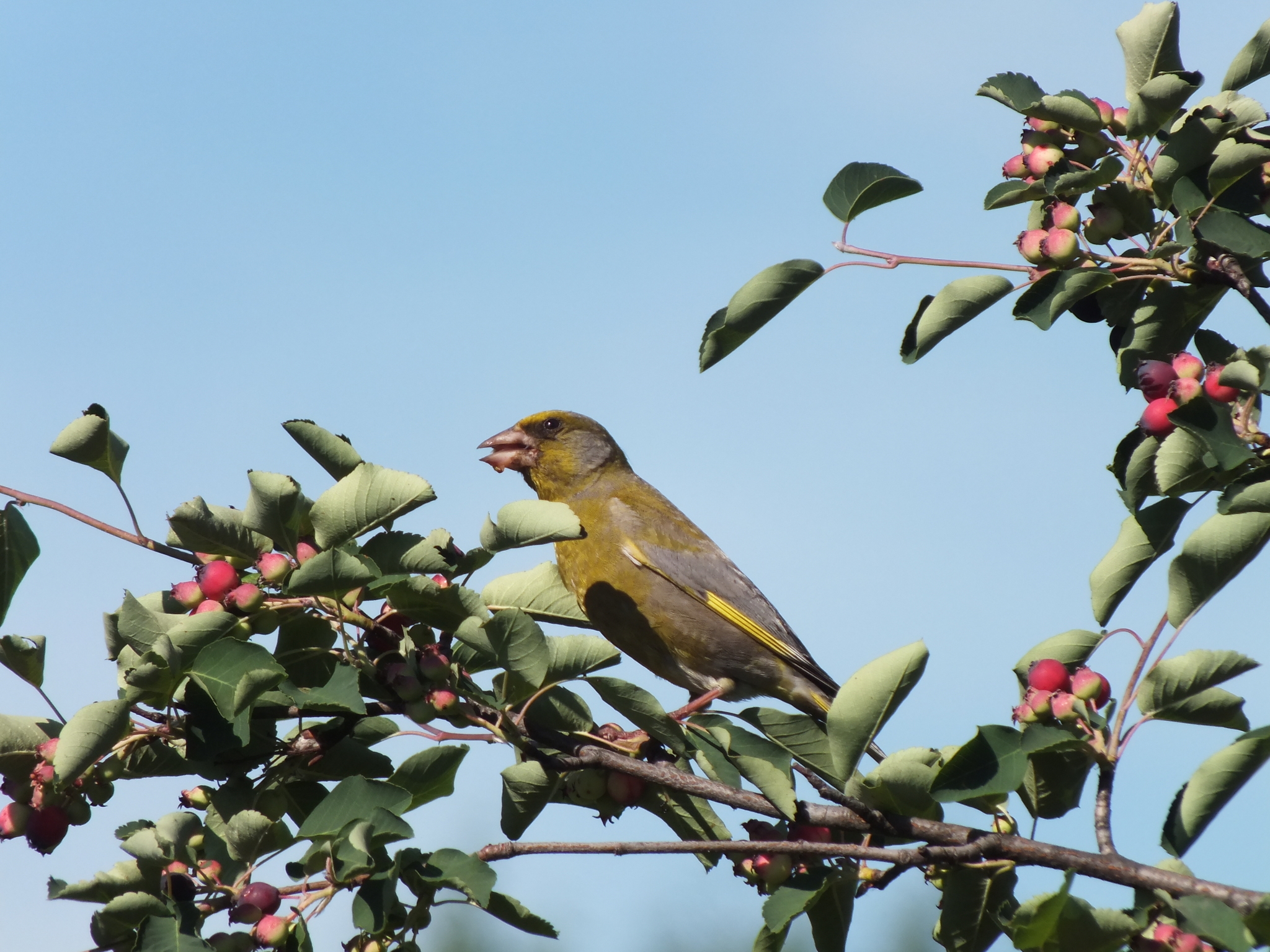
Обыкновенная зеленушка поедает плоды

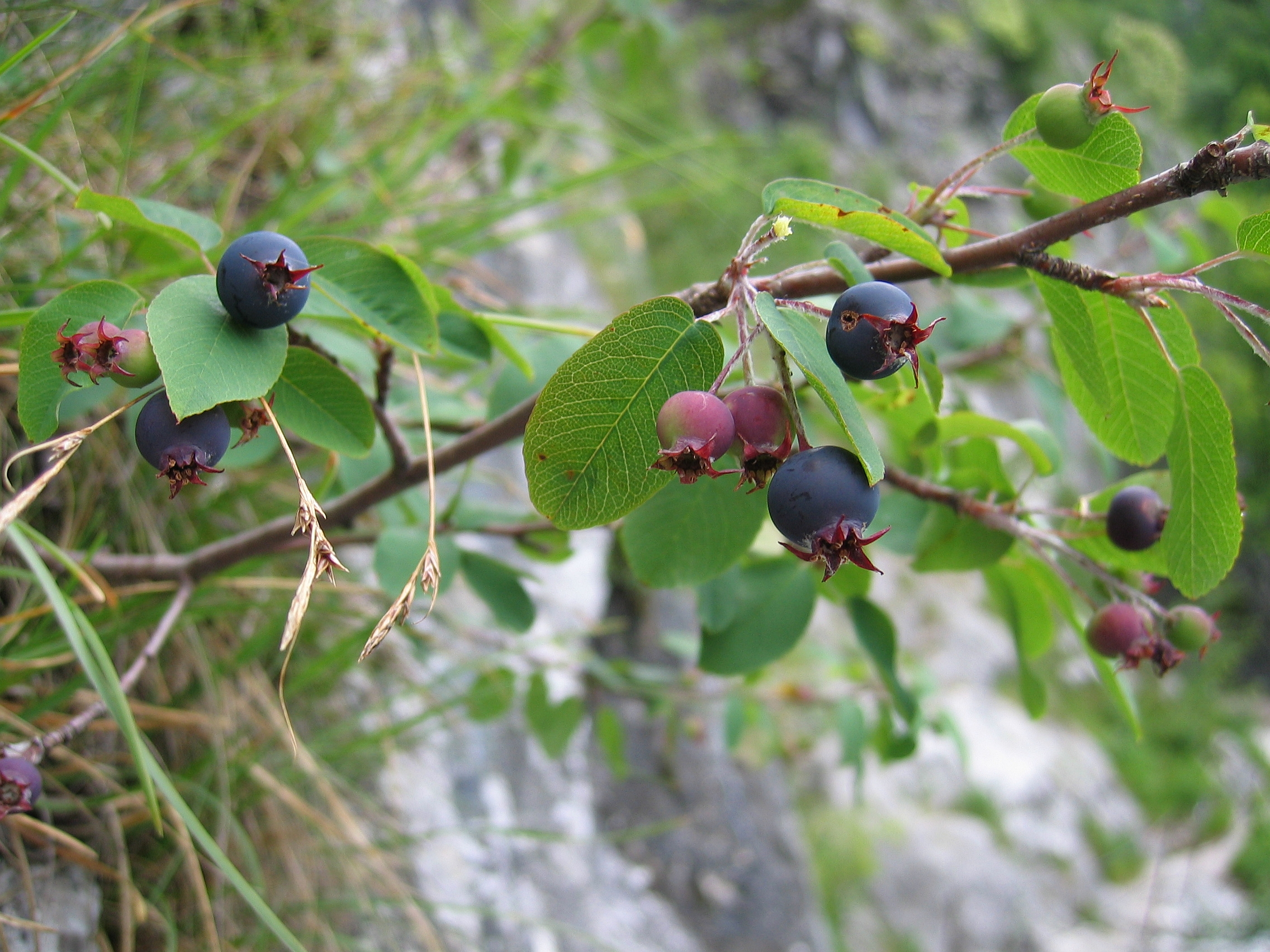
Плоды

С XVI века ирга культивируется как декоративное растение в скверах и садах, в том числе как элемент для создания живых изгородей.
В средней полосе европейской части России распространена как плодовое и декоративное растение.
Плоды ирги имеют сладковатый вяжущий вкус, могут использоваться в кулинарии. Используют плоды в свежем виде и для переработки. Из них делают соки, желе, джем, повидло, варенье, компоты, кисели, наливку, вино. Сухие плоды — хорошая составная часть компотов и киселей из сухофруктов, придающая им красивую окраску.
Плоды ирги содержат до 12 % сахара, 0,5—1 % органических кислот (в основном яблочную), провитамин А, витамины C (до 40 мг%) и группы В, кумарины, стерины, дубильные вещества (до 0,8 %), флавонолы (до 40 %), микроэлементы (медь, свинец, кобальт).
Ирга является самоплодным растением, даёт урожай до 15 кг с куста в десятилетнем возрасте, плоды созревают не одновременно.
Кора и листья ирги применяются в медицине, поскольку обладают фитонцидными свойствами. Плоды ирги — хорошее поливитаминное средство, используются в свежем виде для лечения авитаминоза, а также для укрепления нервной системы, против бессонницы. Сок свежих плодов обладает вяжущими свойствами и используется как лечебный напиток при расстройствах кишечника.
Ирга круглолистная является хорошим медоносом, в районах массового произрастания обеспечивает пчёлам ранний весенний взяток мёда.

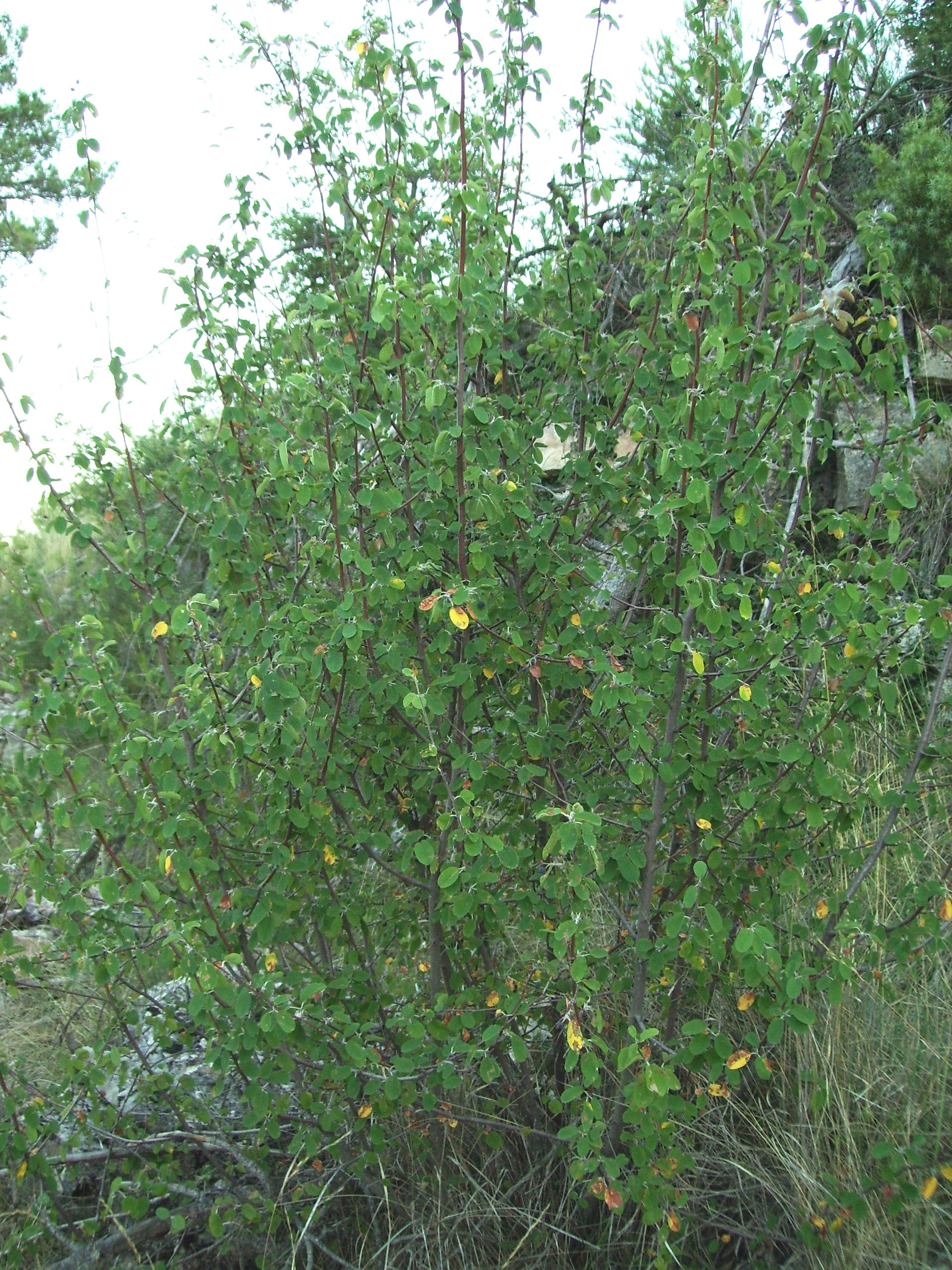
Общий вид

Природные насаждения ирги имеют почвозащитное и противоэрозионное значение.
Стебли, получаемые при прореживании насаждений, используют на трости и шомпола.